# Mary Oliver (död 1659)
Mary Oliver, död 1659, var en engelsk kvinna som avrättades för häxeri. 
Hon anklagades för att ha mördat sin make med hjälp av trolldom.
Hon avrättades genom bränning på bål i Norwich 1659. Hon tillhörde en av få personer i England som avrättades för häxeri i England genom att brännas på bål. Liksom Margaret Read i King's Lynn 1590 och Mary Lakeland i Ipswich 1645, som också brändes på bål efter att ha dömts för häxeri, brändes hon dock inte för att ha dömts för häxeri utan för att ha mördat sin make med hjälp av trolldom, eftersom straffet för mord på en äkta man var bränning oavsett om trolldom varit inblandat.